# Rhynchospora simplex
Rhynchospora simplex är en halvgräsart som först beskrevs av Georg Kükenthal, och fick sitt nu gällande namn av Georg Kükenthal. Rhynchospora simplex ingår i släktet småag, och familjen halvgräs. Inga underarter finns listade i Catalogue of Life.